# Бежанец
В международното право бежанците са хора, които: се намират извън своята родна страна или страната, в която живеят постоянно; имат основателен страх от преследване поради своята раса, вероизповедание, национална принадлежност, членство в социални или политически групи; не могат или не желаят да се възползват от закрилата на тази държава, или не искат да се върнат там, заради страх от преследване. Бежанците са част от по-широката група на разселените лица. Отличават се от икономическите мигранти по това, че вторите доброволно напускат своята страна по икономически причини. Разликата между бежанците и вътрешно разселените лица е, че вторите не преминават през международни граници.
Тези, които искат статут на бежанци, понякога са наричани политически бежанци. Казва се, че на тях им се предлага политическо убежище. Най-често молбите за убежище изтъкват политически и религиозни причини.
В света около 10 страни дават квоти на бежанци, които живеят например в бежански лагери. Обикновено това са хора, които бягат от война. В последните години квота получават хора от Иран, Ирак и бивша Югославия.